# Osturňa
Osturňa (allemand : Osthorn ) est un village de Slovaquie situé dans la région de Prešov.

## Histoire
Première mention écrite du village en 1593.

## Démographie

### Évolution de la population
| Année:               | 1994. | 2004.    | 2014.    | 2024.    |
| -------------------- | ----- | -------- | -------- | -------- |
| Nombre de personnes: | 464   | 398      | 310      | 277      |
| Différence:          |       | -14,22 % | -22,11 % | -10,64 % |

| Année:               | 2023. | 2024.   |
| -------------------- | ----- | ------- |
| Nombre de personnes: | 280   | 277     |
| Différence:          |       | -1,07 % |